# SK Triglav Kranj
Smučarski Klub Triglav Kranj – słoweński klub narciarski z miasta Kranj. Jest najpopularniejszym klubem narciarskim tego kraju. Reprezentują go głównie skoczkowie narciarscy. W przeszłości klub SK Triglav Kranj reprezentowali między innymi Primož Urh-Zupan, Urban Franc i Aljaž Kern. Obecnie reprezentantami są także między innymi: Robert Kranjec, Primož Peterka, Jure Bogataj, Bine Norčič, Bine Zupan, Primož Zupan, Bostjan Burger, Gašper Čavlovič, Branko Iskra, Gregor Bernik, Andraž Kern, Petra Benedik, Marcel Klemenčič, Zvonko Kordez, Matej Dobovšek, Žiga Pelko, Miha Rihtar, Matevž Šparovec, Jan Tomazin, Jost Funtek, Jure Janc, Rok Urbanc i Milan Živič. Dawniej trenerem był Bogdan Norčič, lecz po jego śmierci tę funkcję objął Jani Grilc.
W 2009 roku drużyna SK Triglav Kranj w składzie: Robert Kranjec, Primož Peterka, Peter Prevc i Jaka Oblak zdobyła złoty medal mistrzostw Słowenii w skokach narciarskich. 
W 2010 roku SK Triglav Kranj ponownie zdobył złoty medal mistrzostw Słowenii, tym razem w składzie: Matej Dobovšek, Rok Urbanc, Peter Prevc i Robert Kranjec.